# القبل (ريمة)

تعديل مصدري - تعديل

قرية القبل

هي إحدى قرى عزلة بكال الواقعة ضمن مديرية مزهر التابعة لمحافظة ريمة، بلغ تعداد سكانها (787) نسمة حسب تعداد اليمن لعام 2004.

## المحلات التابعة للقرية
- عجر
- جردمه
- العارض
- الثالبه
- ضنم
- الحقول
- الحجر
- معسه

## روابط خارجية
- الدليل الشامــل